# Giulio Cesare Gotti Porcinari
Giulio Cesare Gotti Porcinari, italijanski general, * 1888, † 1946.